# Церковь Святого Иоанна Богослова (Маков)
Церковь святого Иоанна Богослова — православный храм в селе Маков Дунаевецкого района Хмельницкой области.
Каменная церковь Святого Иоанна является памятником классицизма с присущей храмам Подолья готической ретроспективой.
Церковь возводилась в период с 1839 до 1862 года.
Относится к памятникам национального культурного наследия Украины

## Галерея

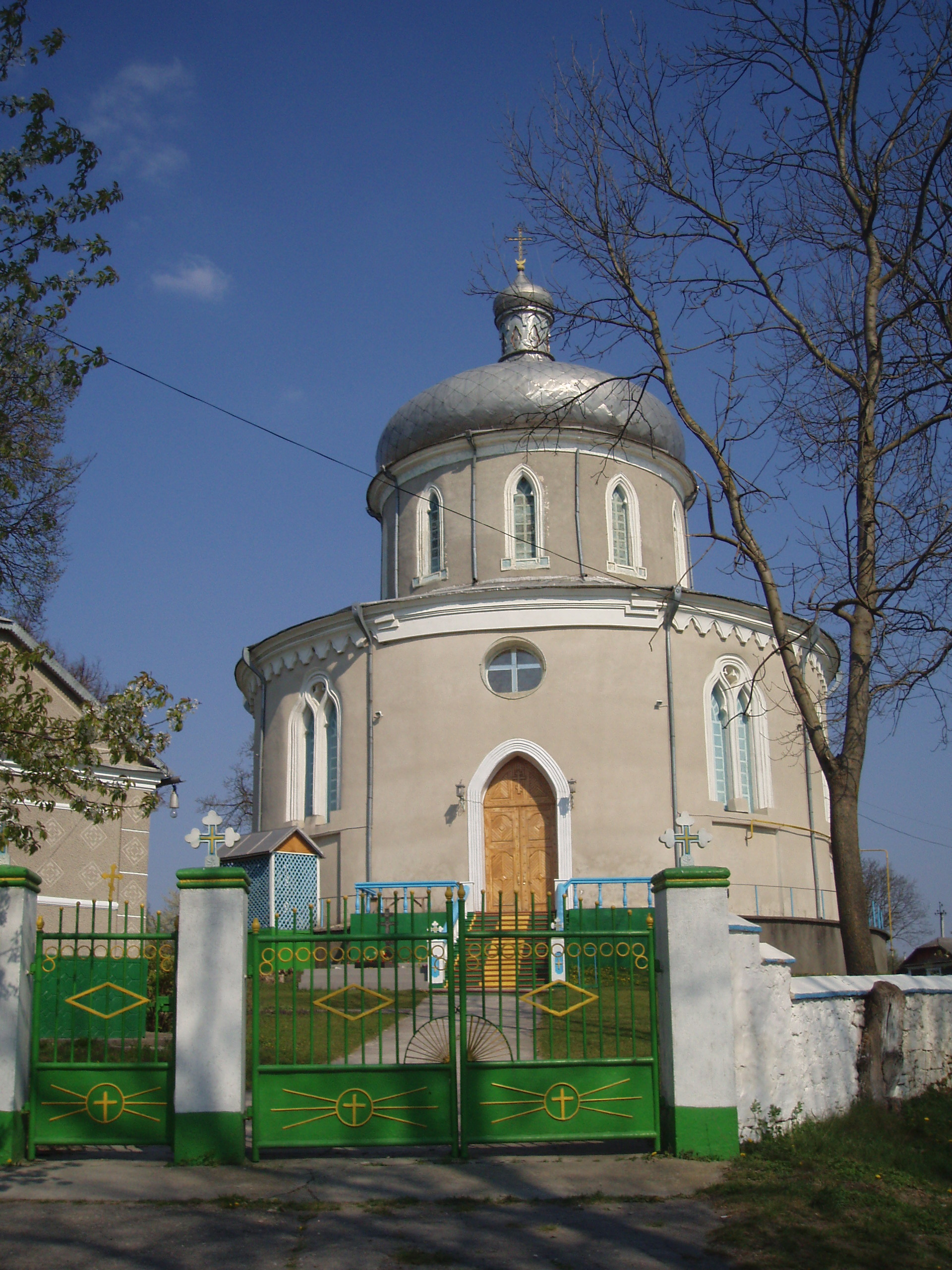
Церковь святого Иоанна Богослова (ракурс)
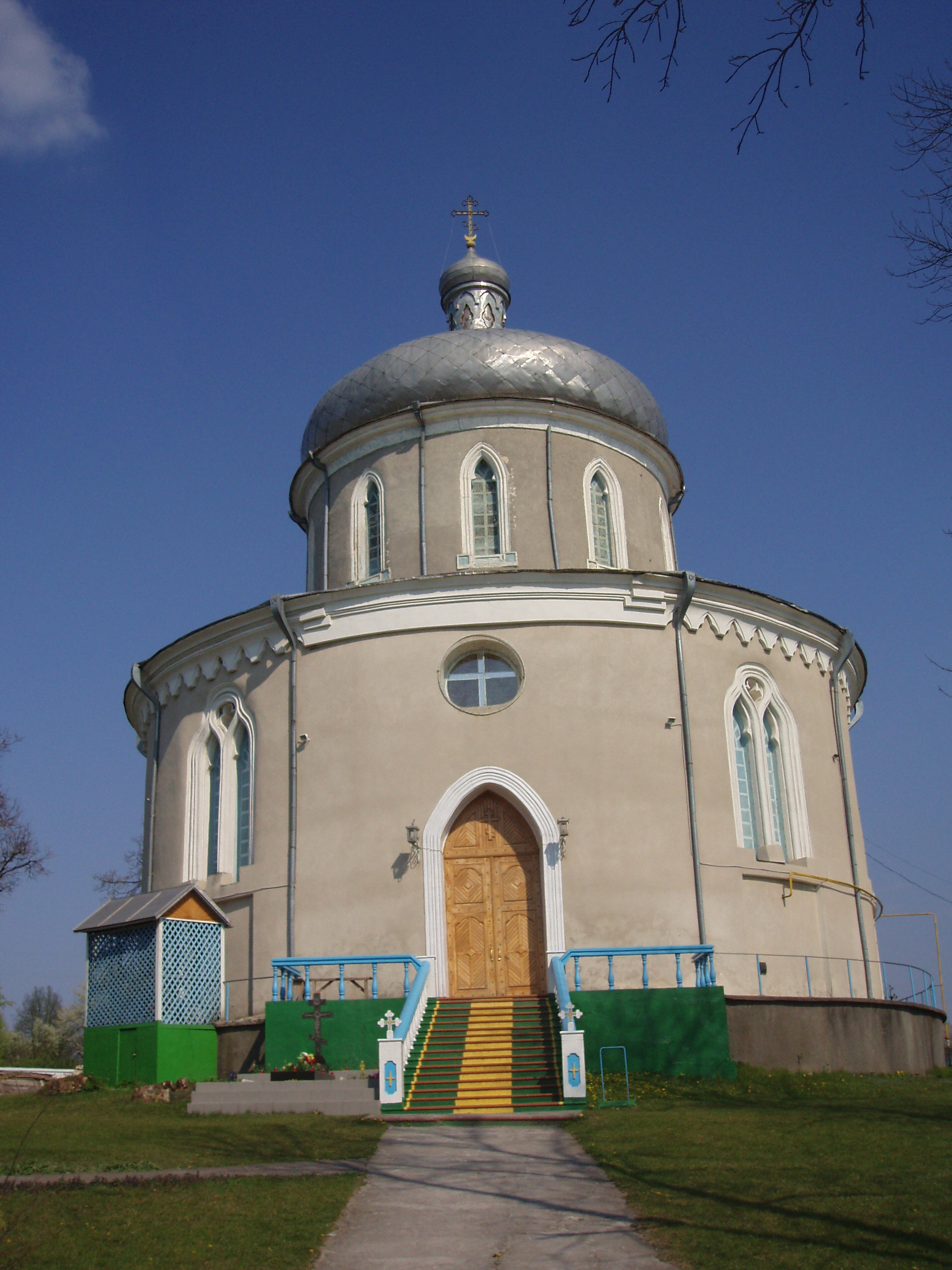
Вид со стороны дороги
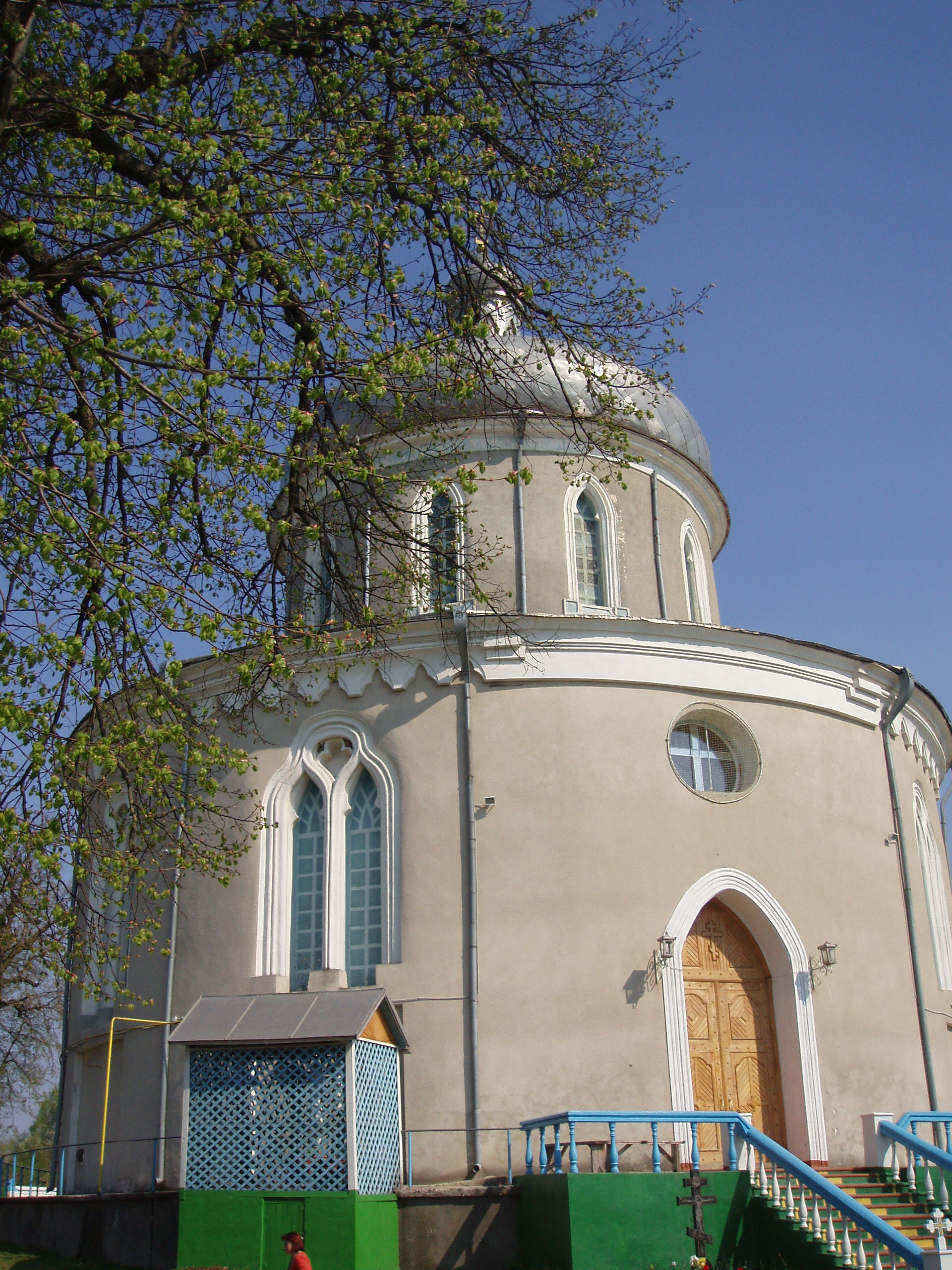
Вид со стороны дороги (ракурс)
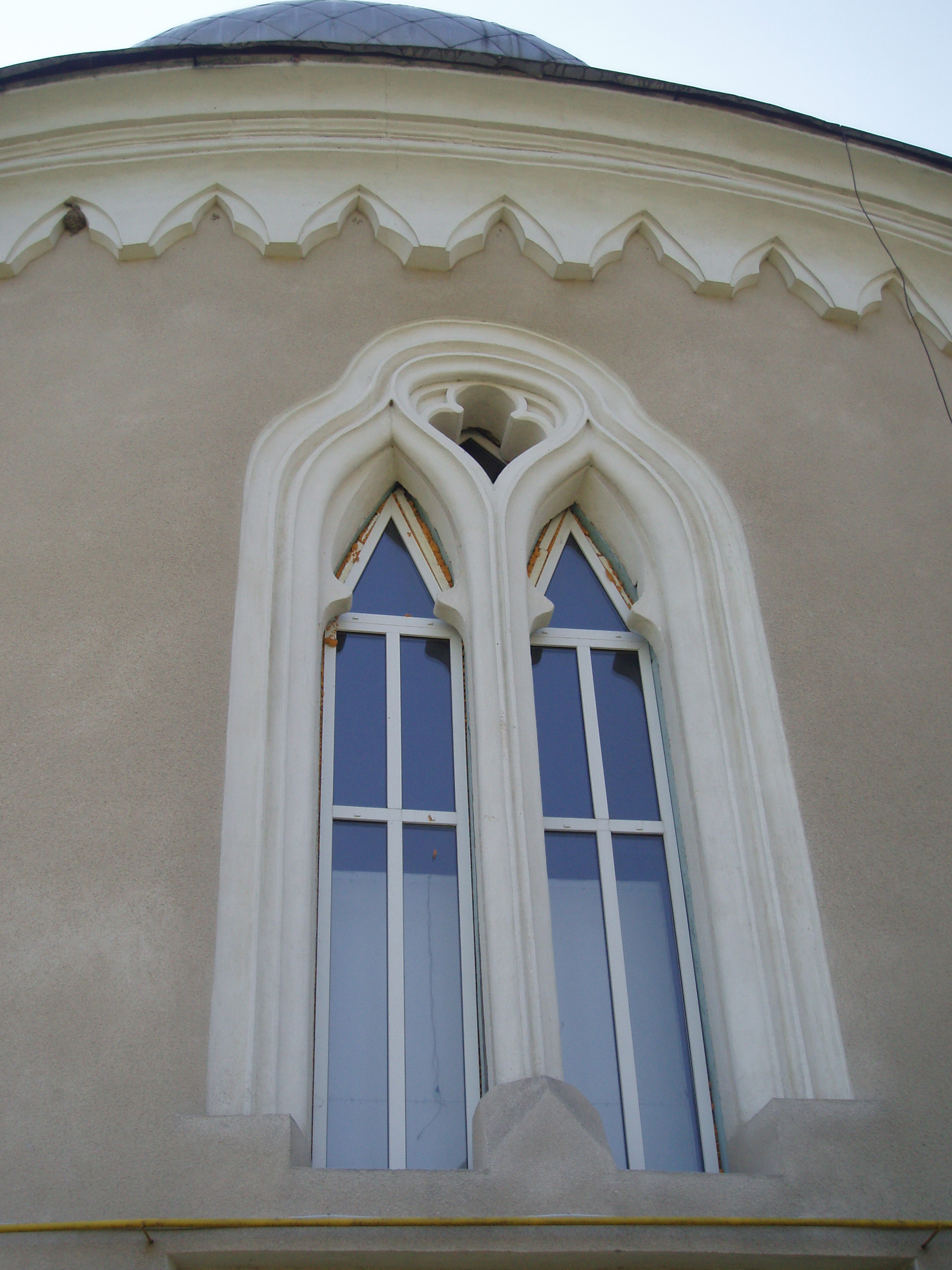
Одно из окон храма